# Zuzanna Maciejewska
Zuzanna Maciejewska (* 19. Januar 1995 in Toruń) ist eine ehemalige polnische Tennisspielerin.

## Karriere
Maciejewska begann mit fünf Jahren mit dem Tennisspielen und bevorzugt Hartplätze. Sie spielte vor allem Turniere der ITF Juniors World Tennis Tour und 2010 bis 2015 der ITF Women’s World Tennis Tour, wo sie zwei Titel im Doppel gewinnen konnte.
2011 gewann sie den Osaka Mayor’s Cup im Einzel.
2012 spielte sie alle vier Grand Slams im Juniorinnenbereich und gewann die Titel im Doppel bei den Porto Alegre Junior Championships und die Banana Bowl zusammen mit Anna Danilina. Bei den Australian Open verlor sie im Juniorinneneinzel bereits in der ersten Runde, im Juniorinnendoppel erreichte sie mit Partnerin Anna Danilina das Achtelfinale. Bei den French Open verlor sie in der ersten Runde gegen Wiktorija Kan mit 3:6 und 1:6. Im Juniorinnendoppel verlor sie in der ersten Runde gemeinsam mit Partnerin Kathinka von Deichmann gegen die an Position vier gesetzte Paarung Françoise Abanda und Sachia Vickery mit 3:6 und 4:6. In Wimbledon konnte sie im Juniorinneneinzel mit einem 62 und 7:67 Sieg über Jeļena Ostapenko ins Achtelfinale einziehen, wo sie dann gegen Elina Switolina knapp in drei Sätzen mit 7:65, 4:6 und 2:6 verlor. Im Juniorinnendoppel verlor sie mit Camilla Rosatello gegen Barbora Krejčíková und Ioana Loredana Roșca mit 3:6 und 4:6. Bei den US Open verlor sie im Juniorinneneinzel in der ersten Runde gegen Samantha Crawford mit 3:6 und 3:6. Im Juniorinnendoppel zog sie mit Partnerin Barbara Haas ins Achtelfinale ein, konnten aber zu diesem Match verletzungsbedingt nicht antreten.
2013 startete sie im Januar bei den Australian Open, wo sie im Juniorinneneinzel in der ersten Runde gegen İpek Soylu mit 6:3, 2:6 und 4:6 verlor. Im Juni gewann sie ihren ersten Titel im Doppel bei einem ITF-Turnier. Im Juli erreichte sie als Qualifikantin das Achtelfinale im Dameneinzel der mit 25.000 US-Dollar dotierten Tennis International. Im September qualifizierte sie sich für das Hauptfeld im Dameneinzel des Royal Cup NLB Montenegrobanka, verlor aber dann in der ersten Runde gegen Anna Zaja mit 6:75 und 1:6.
2014 erhielt sie im April bei den BNP Paribas Katowice Open, ihrem ersten Turnier der WTA Tour sowohl für die Qualifikation zum Dameneinzel als auch zusammen mit Partnerin Magdalena Fręch für das Hauptfeld im Damendoppel eine Wildcard, die sie aber in beiden Erstrundenmatches nicht gewinnbringend nutzen konnte. Im Einzel scheiterte sie an Xenija Perwak mit 4:6 und 3:6 und im Doppel verloren sie und Fręch gegen Shūko Aoyama und Renata Voráčová mit 1:6 und 3:6.
2015 erhielt sie nochmals eine Wildcard für die Qualifikation zum Dameneinzel der Katowice Open, verlor aber in der ersten Runde gegen Ljudmyla Kitschenok mit 1:6 und 2:6.

### College Tennis
2016 bis 2019 spielte sie für das Damentennisteam der Lady Bucs der Barry University.

## Turniersiege

### Doppel
| Nr. | Datum           | Turnier    | Kategorie   | Belag   | Partnerin         | Finalgegnerinnen                    | Ergebnis           |
| --- | --------------- | ---------- | ----------- | ------- | ----------------- | ----------------------------------- | ------------------ |
| 1.  | 2. Juni 2013    | Cantanhede | ITF $10.000 | Teppich | Agata Barańska    | Aranza Salut Carolina Zeballos      | 6:74, 6:4, [12:10] |
| 2.  | 17. August 2014 | Innsbruck  | ITF $10.000 | Sand    | Camilla Rosatello | Isabella Shinikova Julija Stamatowa | 6:2, 6:2           |

## Persönliches
Zuzanna ist die Tochter von Edmund und Joanna Maciejewska.